# Simulium latilobus
Simulium latilobus är en tvåvingeart som beskrevs av Rubtsov 1973. Simulium latilobus ingår i släktet Simulium och familjen knott. Inga underarter finns listade i Catalogue of Life.